# 1937 في سويسرا
فيما يلي قوائم الأحداث التي وقعت خلال عام 1937 في سويسرا.

## رياضة
- 25 يوليو – سباق طواف فرنسا 1937 الفائزون روجيه لابيبي، Mario Vicini [الإنجليزية]‏، Félicien Vervaecke [الإنجليزية]‏، ليو أمبرج.

## مواليد

### سبتمبر
- 25 سبتمبر – روبرت توبلر كاتب سويسري.

## وفيات

### فبراير
- 13 فبراير – كارل ألبريشت برنولي (مواليد 1868)[1]

### أغسطس
- 31 أغسطس – ألبرت هايم (مواليد 1849)[2]

### نوفمبر
- 4 نوفمبر – إميل هاسلر (مواليد 1864)[3]